# جيريمياه جونز
جيريمياه جونز هو جندي كندي، ولد في 30 مارس 1858 في Truro, Nova Scotia ‏ في كندا، وتوفي في 23 نوفمبر 1950 في نوفا سكوشا في كندا.